# Gabriele Potthast
Gabriele Potthast (* 3. Juni 1955 in Wattenscheid) ist eine ehemalige deutsche Politikerin und Bundestagsabgeordnete der Partei „Die Grünen“. Sie wurde bei der Wahl zum 10. Deutschen Bundestag 1983 über die Landesliste Nordrhein-Westfalen in den Bundestag gewählt. Diesem gehörte sie bis zum 3. April 1985 an, als sie im Zuge der Abgeordnetenrotation ihr Mandat niederlegte.

## Leben
Potthast besuchte bis 1974 ein Gymnasium und begann im Anschluss ein Studium der Fächer Deutsch und Englisch auf Lehramt an der Ruhr-Universität Bochum. In den Jahren 1980 und 1981 war sie dort Frauenreferentin des Allgemeinen Studentenausschusses (ASta). Nach dem Studium wurde sie erst Lehrerin einer Berufsfortbildungsschule, die vom Deutschen Gewerkschaftsbund betrieben wird. Später wurde sie Angestellte der erziehungswissenschaftlichen Abteilung der Universitäts- und Stadtbibliothek Köln.

## Politik
Potthast engagierte sich ab 1979 in der Frauenbewegung, schloss sich 1982 der Landesfrauenarbeitsgruppe in Nordrhein-Westfalen an und trat auch im selben Jahr der Partei „Die Grünen“ bei. Bereits bei der Bundestagswahl ein Jahr später wurde sie über die Landesliste NRW in den Bundestag gewählt. Dort war sie bis zum 25. Oktober 1983 stellvertretende Parlamentarische Geschäftsführerin. Sie war zudem als ordentliches Mitglied im Ausschuss für Arbeit und Sozialordnung vertreten. Aufgrund der vorher abgesprochenen Abgeordnetenrotation der Grünen, bei der die in den Bundestag gewählten Abgeordneten nach der Hälfte der Amtszeit freiwillig zurücktraten, um den nachfolgenden Listenkandidaten der Partei den Einzug zu ermöglichen, schied Potthast am 3. April 1985 aus dem Bundestag aus. Ihr Nachfolger wurde Ludger Volmer.